# Прежој (Долж)
Прежој (рум. Prejoi) насеље је у Румунији у округу Долж у општини Булзешти. Oпштина се налази на надморској висини од 200 m.

## Становништво
Према подацима из 2002. године у насељу је живело 176 становника, од којих су сви румунске националности.